# 鉄矢のびっくり外報部
『鉄矢のびっくり外報部』（てつやのびっくりがいほうぶ）は、1984年1月8日から同年10月28日までテレビ朝日系列局で放送されていたテレビ朝日製作の情報番組である。その後も1984年11月4日から1985年9月22日まで『鉄矢の地球トピックス』（てつやのちきゅうトピックス）と題して放送されていた。放送時間は毎週日曜 18:30 - 18:55 （日本標準時）。

## 概要
武田鉄矢が世界各地のホットな話題を伝えていた生放送番組。番組制作が行われていたのは、当時東京都港区六本木にあった日本ケーブルテレビジョン（JCTV）の制作フロア内に設置されていたオープンスタジオで、当時テレビ朝日が放送していたCNN関連番組群（『おはよう!CNN』『CNNデイウォッチ』）が制作されていた場所でもあった。